# Симон, Жюль
Жюль Симо́н (фр. Jules Simon; настоящее имя Жюль-Франсуа Сюис фр. Jules François Suisse; 31 декабря 1814, Лорьян — 8 июня 1896, Париж) — французский философ

, публицист, политик и государственный деятель, возглавлял Совет министров Франции с 12 декабря 1876 по 17 мая 1877 года, член Французской академии.

## Биография
Получив прекрасное образование, Жюль Симон работал профессором философии в Эколь Нормаль, затем в парижской Сорбонне.
В 1848 году избран членом Национального собрания, где примкнул к умеренным республиканцам.
В 1851 году за отказ от принесения присяги на верность президенту Франции Луи Наполеону Бонапарту Жюль был лишён должностей.

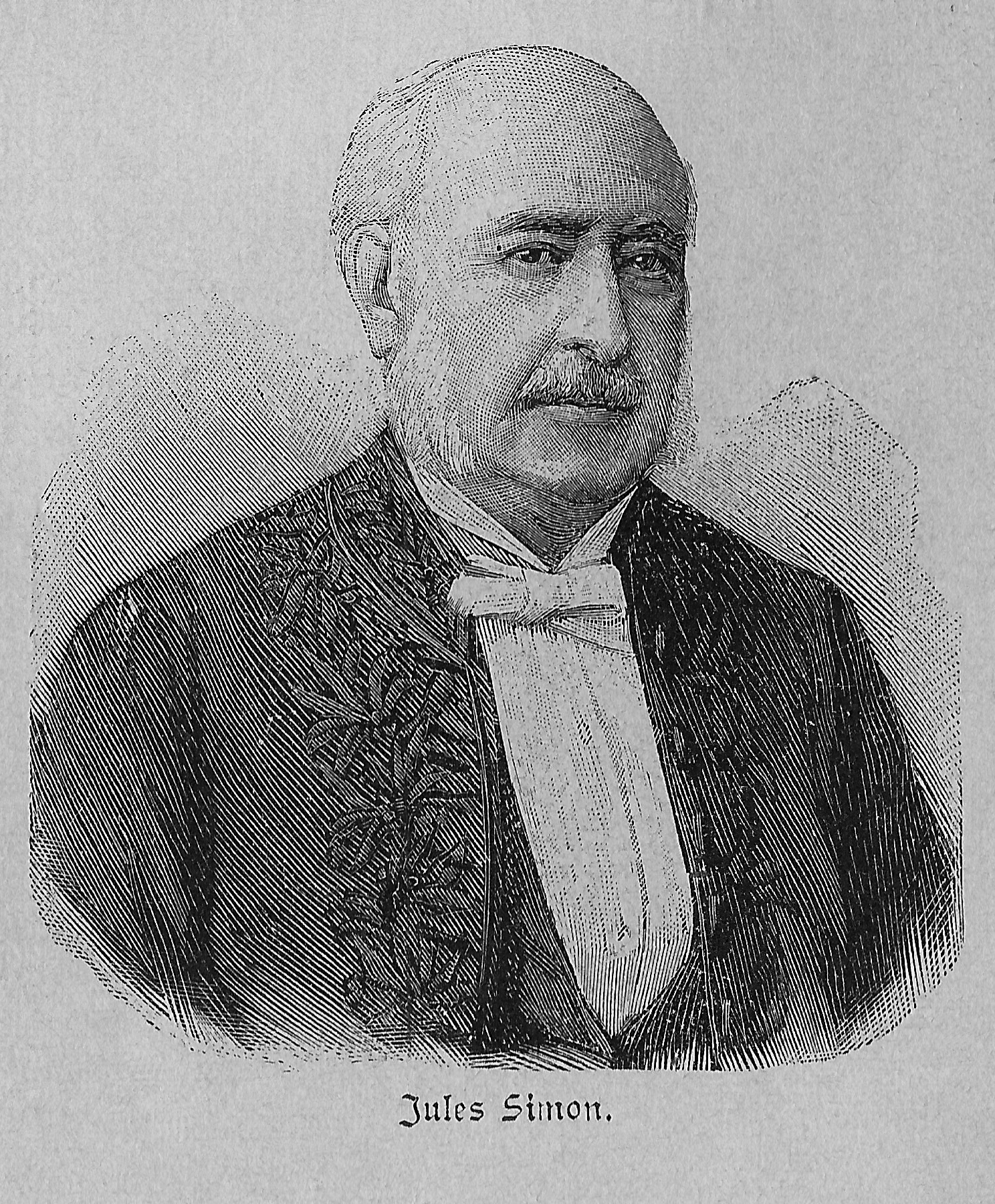
Жюль Симон (1897)

В 1863 году Симон избран депутатом в законодательный корпус, где был заметным лидером оппозиции.
В 1870 году стал членом правительства национальной обороны, в котором занимал пост министра народного просвещения.
В Национальном собрании 1871 года он примкнул к левой фракции (Республиканский союз) и почти до самой отставки Тьера (в мае 1873 года) состоял министром народного просвещения.
В декабре 1875 года Жюль Симон избран пожизненным сенатором.
В конце 1876 года Симон возглавил Совет министров Франции, в котором был также и министром внутренних дел. Несмотря на всю свою умеренность, в мае 1877 года, в оскорбительной форме отстранен от должности премьер-министра президентом Третьей французской республики Патрисом де Мак-Магоном, по требованию клерикалов, приведённых в ярость отзывом Симона о лицемерном характере ватиканского пленения Папы римского.
В 1890 году был представителем Франции на международной конференции по рабочему законодательству.
Убеждённый носитель идей либерализма, Симон неизменно отстаивал начало индивидуальной свободы граждан, одинаково восставая как против ограничения законной деятельности католического духовенства, так и против идей государственного социализма. Один из остроумнейших писателей своего времени, Симон издал много сочинений, которые в доступной и изящной форме трактуют серьёзные вопросы морали и политики и всегда производят впечатление на читателя если не глубиною и оригинальностью мысли, то искреннею убеждённостью автора. Как философ, Симон — ученик Виктора Кузена.
Жюль Симон скончался 8 июня 1896 года в Париже.